# David Peralta (beisbolista)
Senger David Peralta Guerreiro (Carabobo, 14 de agosto de 1987) es un jardinero venezolano de béisbol profesional que juega para San Diego Padres de las Grandes Ligas (MLB).

## Carrera profesional

### Inicios
Peralta inició su carrera como lanzador en la organización de los St. Louis Cardinals en 2006. Luego de numerosas lesiones y dos cirugías de hombro, los Cardinals liberaron a Peralta en 2009. Desde entonces jugó como jardinero en las Ligas Independientes con los Rio Grande Valley WhiteWings, Wichita Wingnuts y Amarillo Sox. En 2013 firmó con los Diamondbacks de Arizona.

### Arizona Diamondbacks
El 1 de junio de 2014, Peralta fue llamado a Grandes Ligas por primera vez, y debutó ese mismo día. Empató una marca de los Diamondbacks al conectar más de un imparable en siete de sus primeros 15 juegos, bateando para promedio de .328 con un jonrón y dos carreras impulsadas.
El 15 de mayo de 2016 fue incluido en la lista de lesionados de 15 días por una inflamación en su muñeca derecha, y reapareció el 6 de junio como titular ante los Rays de Tampa Bay, bateando de 2-3 con un jonrón. El 11 de julio de 2016, fue sometido a una cirugía para reparar el tendón de su muñeca derecha, por lo que se perdería el resto de la temporada 2016 y regresaría para los entrenamientos primaverales de 2017.
En 2017, inició la temporada como uno de los mejores bateadores del equipo, al registrar promedio de .326 durante el mes de abril. Finalizó la temporada con promedio de .293, 14 jonrones y 57 impulsadas en 525 turnos al bate.
En 2018, Peralta mejoró su productividad ofensiva al registrar promedio de .293 con 30 jorones y 87 impulsadas, por lo que fue premiado con un Bate de Plata por primera vez en su carrera.
En 2019, Peralta bateó .275/.343/.461 en solo 99 juegos para Arizona, con 105 hits y 12 jonrones, debido a una lesión en el hombro izquierdo. Fue galardonado con el premio Guante de Oro como jardinero izquierdo al final de la temporada.
Peralta continuaría su éxito ofensivamente en la temporada 2020, bateando para .300 con cinco jonrones y terminando segundo en el equipo en carreras impulsadas con 34. 